# БрониКон
БрониКон (англ. BronyCon) — ежегодная американская конференция поклонников мультсериала «Дружба — это чудо». Обычно проводится на Восточном побережье США.

## История
Первый БрониКон состоялся в Нью-Йорке (Манхэттен) в июне 2011 года и привлек около 100 участников.
Вторая встреча состоялась в сентябре 2011 года. На ней присутствовали 300 участников, в числе которых — наблюдательный директор шоу Джейсон Тиссен в качестве гостя.
На третьей встрече в январе 2012 года собралось около 700 человек. В числе гостей были трое актёров, озвучивающих геров мультсериала.

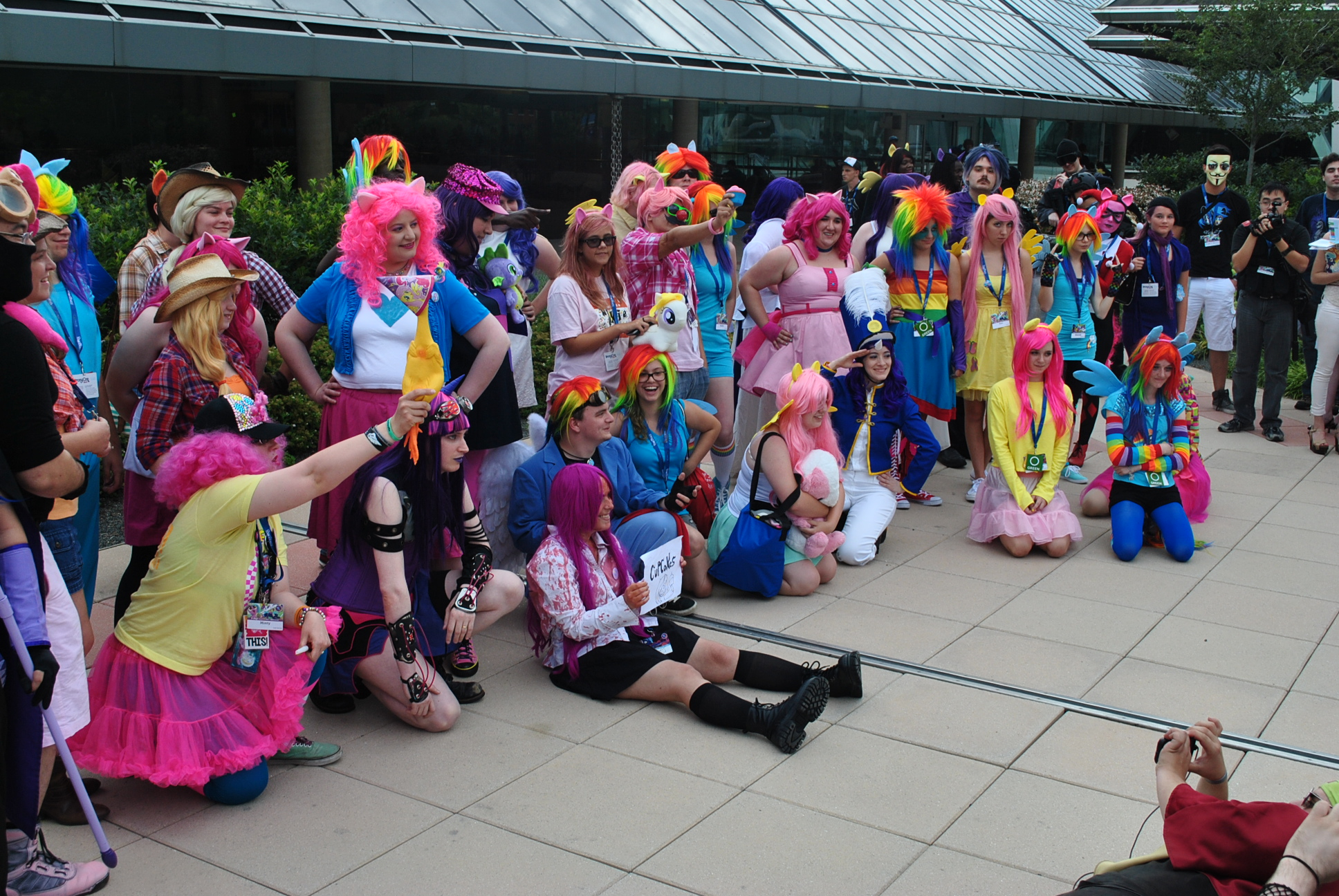
Косплейная фотосессия на БрониКон’2014

Четвёртый Броникон состоялся 30 июня — 1 июля 2012 год. Организаторы смогли привлечь к участию в мероприятии в качестве гостей Лорен Фауст и актёра Джона де Ланси, озвучивавшего Дискорда. Это вызвало повышенный интерес к мероприятию.
Шестой БрониКон проходил с 1 по 3 августа 2014 года в Балтиморе и привлек более 9600 человек.
Хотя первоначально планировалось, что БрониКон будет проводиться до 2025 года, на заключительных торжествах БрониКон’2018 было официально объявлено, что БрониКон’2019 станет последним. Сопредседатель BronyCon, Шева Голдберг, назвала главной причиной такого решения падение активности в фендоме:

Активность в фандоме постепенно угасает на протяжении последних лет, и хоть многим хотелось бы, чтобы все всегда оставалось, как прежде, но единственная постоянная в жизни — перемены. Мы могли бы также измениться, но нам кажется, что таким образом мы превратимся в то, что не будет Брониконом.

В 2019 году заключительный фестиваль собрал более 10 тысяч участников.

## РуБрониКон
Мероприятие, аналогичное Броникону, происходит в России, обычно в Москве.
Первый РуБрониКон прошёл в январе 2012 года в Москве. Участвовали около 100 человек. Второй РуБрониКон — сентябрь 2012 года. Третий РуБрониКон — 2013 год. Четвёртый РуБрониКон — 2014 год. Самый последний РуБрониКон произошёл в 2022 году.